# دانشگاه مسینا
دانشگاه مسینا (به ایتالیایی: Università degli Studi di Messina) که نام UniME شناخته می‌شود، یک دانشگاه دولتی واقع در مسینا،
ناحیه سیسیل، ایتالیا است. این کالج که در سال ۱۵۴۸ توسط پاپ پائولوس سوم تأسیس شد، اولین کالج یسوعی در جهان بود و امروزه یکی از قدیمی‌ترین دانشگاه‌های ایتالیا به‌شمار می‌رود.
این دانشگاه در ۱۲ بخش سازماندهی شده است که بیش از ۸۰ مدرک تحصیلات تکمیلی و کارشناسی، بیش از ۲۰ مدرک کارشناسی ارشد و ۱۳ برنامه دکترا را ارائه می‌دهد. از میان آنها، ۷ مورد به زبان انگلیسی تدریس می‌شود. این دانشگاه بیش از ۲۳۰۰۰ دانشجو دارد که در ۴ پردیس واقع در شهر توزیع شده‌اند.